# Cantón Loja
Loja es un cantón en la provincia de Loja, Ecuador. Su cabecera cantonal es la ciudad de Loja, lugar donde se agrupa gran parte de su población total.
Es el cantón más grande y poblado de la provincia de Loja y agrupa el 50% de la población provincial en tres secciones geográficas; La Hoya de Loja donde esta la ciudad de Loja (65% de la población), los valles tropicales y subtropicales del sur (25% de la población) y las mesetas templadas del norte del Cantón (10% de la población).

## Clima
En el cantón Loja se originan cuatro climas térmicos: frío, subtropical, tropical y templado. 
En las partes más altas el clima es más unimodal, siendo las precipitaciones bastante equilibradas en el año, a  diferencia  de  las  partes  bajas  donde  el  clima  esta  sujeto  a  un largo y marcado periodo seco.
Temperatura y Precipitaciones
Tomando en cuenta las  zonas geográficas  del Cantón Loja,  el clima de la  ciudad de Loja  en el valle de Cuxibamba es templado ecuatorial con una agradable temperatura promedio de 17 °C; en los valles secos el clima es cálido  con  promedios entre 21 °C y 23 °C;  teniendo a lo largo del año temperaturas  que  van  entre 15 °C - 33 °C  y precipitaciones de 400 a 600 mm, a diferencia de las partes altas, donde el clima es fresco y templado con promedios entre 12 °C y 17 °C, a lo largo del año las temperaturas van entre 11 °C - 26 °C y precipitaciones de 600 a 1,150 mm.
En los páramos interandinos el clima es frío con temperaturas entre 2 °C - 12 °C. El promedio de precipitación en el Cantón Loja oscila entre 400 mm y 1,300 mm.
El territorio del cantón Loja está formado por dos secciones de cuencas hidrográficas: la del río Zamora, que fluye hacia el Amazonas, y la del Catamayo, que desemboca en el Océano Pacífico. También existen o confluyen 12 áreas o sectores de áreas protegidas, entre las cuales sobresalen, por su extensión e importancia, tres sectores: parque nacional Podocarpus (PNP), Corazón de Oro, Colambo Yacuri y el Bosque seco Interandino del sur.

## Economía
La economía del Cantón Loja está basada principalmente en el comercio y los servicios, también la agricultura y la minería son nichos de gran explotación económica de la zona. La ciudad de Loja es el principal mercado, productor y consumidor de la zona, siendo este el polo comercial y económico más importante de la provincia y la entidad que más aporta al PIB.
En la ciudad de Loja confluyen todo tipo de comercios e inversiones, teniendo vital importancia para la economía local el Aeropuerto Ciudad de Catamayo y las industrias emplazadas en el vecino Cantón Catamayo y los valles de Malacatos y Vilcabamba.
La producción agrícola del Cantón Loja se basa principalmente en los cultivos a modo extensivo de caña de azúcar  en las parroquias de Malacatos, Vilcabamba, Quinara y las partes bajas de Taquil y Chuquiribamba; pero la agricultura popular y comunitaria se centra principalmente en la producción de hortalizas, que son los productos más vendidos en los mercados municipales y ferias libres que se realizan en la ciudad de Loja. Por otro lado, en el cantón existen diversas actividades agroindustriales como la panela, el café tostado y molido o los bocadillos y dulces tradicionales, productos cárnicos, mermeladas y conservas, derivados de la leche, pan y pastelería, turrones y confites, condimentos, aliños, horchatas, bocadillos y aguardiente.
La producción pecuaria del cantón se caracteriza por la crianza de ganado vacuno, porcino, ovino, caprino, mular, cuyes, conejos y aves. Sobresale la leche y sus derivados, que son industrializados para el consumo cantonal, provincial y nacional. En las parroquias de Chuquiribamba, Santiago y Taquil, sobresale la crianza de ganado vacuno especializado en producción lechera y en las parroquias de Malacatos, Vilcabamba o Quinara sobresale el ganado vacuno especializado en producción de carne y la crianza de cabras y caballos.
El turismo en el cantón Loja viene desarrollándose cada vez más hacia la puesta en valor de sus atractivos naturales de los elementos de salud vinculados a estos, de los atractivos culturales, religiosos, gastronómicos, arqueológicos y urbanos. Los atractivos naturales están distribuidos en las 13 parroquias rurales, y en la periferia de la ciudad de Loja. Uno de los
mayores atractivos es el turismo religioso, con la peregrinación y veneración de la Virgen de El Cisne, y la arquitectura contemporánea de la ciudad de Loja; sitios naturales como el parque nacional Podocarpus y el Valle de Malacatos; y gastronomía típica como la cecina, bocadillos, quesadillas, humitas o el reconocido tamal lojano.

## División política
La ciudad y el cantón Loja, al igual que las demás localidades ecuatorianas, se rige por una municipalidad según lo estipulado en la Constitución Política Nacional. La Municipalidad de Loja es una entidad de gobierno seccional que administra el cantón de forma autónoma al gobierno central. La municipalidad está organizada por la separación de poderes de carácter ejecutivo representado por el alcalde, y otro de carácter legislativo conformado por los miembros del concejo cantonal. El Alcalde es la máxima autoridad administrativa y política del Cantón Loja. Es la cabeza del cabildo y representante del Municipio.
Otro de los aspectos que influyen en su economía, es la migración de su población, hacia Estados Unidos y Europa. Esta migración ha tenido lugar desde hace varias décadas, incrementándose durante las sequías en la zona o en crisis económicas nacionales, los migrantes, con el dinero ganado en el exterior, también contribuyen al crecimiento de la ciudad y Cantón.
El cantón está dividido políticamente en 6 parroquias urbanas y 13 parroquias rurales que son:

### Parroquias urbanas
- El Sagrario
- Sucre
- El Valle
- San Sebastián
- Punzara
- Carigán

### Parroquias rurales
- Malacatos
- Quinara
- Santiago
- Gualel
- Jimbilla
- Chuquiribamba
- San Pedro de Vilcabamba
- Vilcabamba
- Yangana
- Chantaco
- San Lucas
- El Cisne
- Taquil